# Municipio de Mount Vernon (Illinois)
El municipio de Mount Vernon (en inglés: Mount Vernon Township) es un municipio ubicado en el condado de Jefferson en el estado estadounidense de Illinois. En el año 2010 tenía una población de 13374 habitantes y una densidad poblacional de 138,76 personas por km².

## Geografía
El municipio de Mount Vernon se encuentra ubicado en las coordenadas 38°20′19″N 88°51′45″O / 38.33861, -88.86250. Según la Oficina del Censo de los Estados Unidos, el municipio tiene una superficie total de 96.38 km², de la cual 95.7 km² corresponden a tierra firme y (0.71%) 0.68 km² es agua.

## Demografía
Según el censo de 2010, había 13374 personas residiendo en el municipio de Mount Vernon. La densidad de población era de 138,76 hab./km². De los 13374 habitantes, el municipio de Mount Vernon estaba compuesto por el 81.55% blancos, el 14.73% eran afroamericanos, el 0.31% eran amerindios, el 0.46% eran asiáticos, el 0.04% eran isleños del Pacífico, el 0.64% eran de otras razas y el 2.27% pertenecían a dos o más razas. Del total de la población el 2.03% eran hispanos o latinos de cualquier raza.